# Château d'Acosta
Pour les articles homonymes, voir Acosta.
Le château d'Acosta (aujourd'hui détruit) se trouvait sur le plateau de Montgardé à Aubergenville (Yvelines), entre Saint-Germain-en-Laye et Mantes-la-Jolie.

## Histoire
Le domaine est acquis en 1661 par monsieur de Mannevillette, qui fait construire le château et boiser le parc en 1671. 
En 1758, le château devient la propriété de Dominique-Antoine Tellès d'Acosta, grand maître des eaux et forêts, qui lui laisse son nom. 
Dans la seconde moitié du XVIIIe siècle, la propriété est transférée à Esprit-François de Castellane (1730-1799).
L'écrivain Benjamin Constant y passe l'hiver 1806-1807 en compagnie de Germaine de Staël, Friedrich Schlegel et Dorothea Veit.
Le château est détruit en 1965 alors que son parc est investi par une cité de 2 000 logements sociaux, la « cité d'Acosta ».
Subsiste une parcelle sur laquelle est édifié le cimetière de la famille de Castellane.

## Hôtes célèbres
- Benjamin Constant
- Germaine de Staël
- Sophie de Castellane, marquise de Contades puis comtesse de Beaulaincourt